# Сурадувек
Сурадувек (пол. Suradówek, нім. Sauerhof) — село в Польщі, у гміні Вельґе Ліпновського повіту Куявсько-Поморського воєводства.
Населення — 397 осіб (2011).
У 1975-1998 роках село належало до Влоцлавського воєводства.

## Демографія
Демографічна структура станом на 31 березня 2011 року:
|          | Загалом | Допрацездатний вік | Працездатний вік | Постпрацездатний вік |
| -------- | ------- | ------------------ | ---------------- | -------------------- |
| Чоловіки | 200     | 37                 | 144              | 19                   |
| Жінки    | 197     | 47                 | 114              | 36                   |
| Разом    | 397     | 84                 | 258              | 55                   |